# Бийох, Зузанна
Зузанна Бийох (род. 20 июня 1994, Катовице) — польская фотомодель.

## Карьера
Бийох была замечена на конкурсе моделей в Польше, в котором приняла участие, чтобы развлечься, и который выиграла, и в 2011 году, когда училась в старшей школе, участвовала в рекламной кампании Prada. Она дебютировала в Georges Chakra в 2010 году и участвовала в весенних показах Ву Джейсона, Topshop Unique, Феррагамо Сальваторе, Marni и Prada; была эксклюзивной моделью Miu Miu в сезоне весна-лето 2011 и участвовала в рекламной кампании Prada. За свою работу с Александром Маккуином, Valentino, Gucci и Chloé она вошла в список «50 лучших» на сайте models.com в 2014 году (19 место). Она также работала моделью для Живанши, Марка Джейкобса и кампании Louis Vuitton. В сезоне 2011/12 Бийох приняла участие в более чем 50 показах, включая показы Thakoon, Нарсисо Родригеса, Nina Ricci, Виктории Бекхэм, Ферре Джанфранко, Moschino и Balenciaga (которые она закрывала).
Бийох была приглашенной судьей на шоу «Топ-модель Польши».
В октябре 2017 года выпустила собственную книгу «Моделька». Участвовала в рекламе Chole, Proenza Schouler, была лицом туши для ресниц от YSL. Появлялась в лукбуке Ив Сен-Лорана, на обложках Love Magazine, польского Elle и Vogue Mexican, в редакционной статье Dazed & Confused.

## Личная жизнь
В 2023 году Бийох с отличием окончила Колумбийский университет со степенью бакалавра финансовой экономики. Она была лучшей студенткой (valedictorian) Школы общих исследований. В том же году она вступила в должность в BDT & MSD Partners, торговом банке со штаб-квартирой в Нью-Йорке.